# Lac de Muzzano
Le lac de Muzzano est un lac préalpin qui se trouve dans la commune de Muzzano (Tessin,  Suisse). L'histoire du lac est liée à la famille Polar de Breganzona qui en était propriétaire jusqu'à l'an 1945.